# Sillre
Sillre är en småort i Lidens socken i Sundsvalls kommun. Riksväg 86 passerar genom byn Sillre. 

## Sillre kraftverk
Vid Sillre byggdes från 1930 till invigning i mars 1933, Sveriges första pumpkraftverk i Sillreån. Fallhöjden var då landets högsta på 182 m. Nu är fallet 193 meter från Oxsjön (2 km uppströms) ner mot Indalsälven. Pumpkraftverket dimensionerades för att ge 14-16,5 MW effekt (G1, G2 installerades år 1938) och kunde vid behov pumpa upp vatten ur Indalsälven och magasinera i Oxsjön fram till 1968, då axelns koppling mellan pump och turbin lossades.
År 1987 installerades en ny Francis-turbin (G3) och effekten sänktes till 11 MWe. Vattenfall AB:s ägarandel är 74%.